# Брезик (Госпич)
44°26′ пн. ш. 15°30′ сх. д. / 44.43° пн. ш. 15.50° сх. д.
Брезик (хорв. Brezik) — населений пункт у Хорватії, у Лицько-Сенській жупанії у складі міста Госпич.

## Населення
Населення за даними перепису 2011 року становило 25 осіб.
Динаміка чисельності населення поселення:

## Клімат
Середня річна температура становить 8,74 °C, середня максимальна – 23,01 °C, а середня мінімальна – -7,42 °C. Середня річна кількість опадів – 1160 мм.
| Клімат поселення                              | Клімат поселення | Клімат поселення | Клімат поселення | Клімат поселення | Клімат поселення | Клімат поселення | Клімат поселення | Клімат поселення | Клімат поселення | Клімат поселення | Клімат поселення | Клімат поселення | Клімат поселення |
| Показник                                      | Січ.             | Лют.             | Бер.             | Квіт.            | Трав.            | Черв.            | Лип.             | Серп.            | Вер.             | Жовт.            | Лист.            | Груд.            |                  |
| Середній максимум, °C                         | 6,02             | 7,31             | 10,74            | 14,82            | 19,44            | 22,75            | 23,01            | 22,62            | 18,79            | 14,42            | 9,22             | 5,02             |                  |
| Середня температура, °C                       | −0,69            | 0,59             | 4,02             | 8,11             | 12,73            | 16,02            | 18,16            | 17,78            | 13,96            | 9,58             | 4,38             | 0,18             |                  |
| Середній мінімум, °C                          | −7,42            | −6,13            | −2,7             | 1,40             | 6,01             | 9,32             | 13,32            | 12,95            | 9,12             | 4,75             | −0,45            | −4,66            |                  |
| Норма опадів, мм                              | 89               | 87               | 88               | 92               | 84               | 79               | 51               | 70               | 118              | 132              | 150              | 120              |                  |
| Середньомісячна швидкість вітру, м/с          | 2.56             | 2.68             | 2.84             | 2.75             | 2.48             | 2.28             | 2.26             | 2.16             | 2.32             | 2.48             | 2.81             | 2.84             |                  |
| Середньомісячна сонячна радіація, кДж/м²·день | 4703             | 7358             | 10809            | 15436            | 19424            | 21606            | 23420            | 20184            | 14809            | 9434             | 5015             | 3885             |                  |
| --------------------------------------------- | ---------------- | ---------------- | ---------------- | ---------------- | ---------------- | ---------------- | ---------------- | ---------------- | ---------------- | ---------------- | ---------------- | ---------------- | ---------------- |
| Джерело:                                      |                  |                  |                  |                  |                  |                  |                  |                  |                  |                  |                  |                  |                  |